# National Semiconductor
National Semiconductor was een Amerikaanse fabrikant van geïntegreerde schakelingen, opgericht in 1959. In de jaren 90 specialiseerde het bedrijf zich in analoge halfgeleidercomponenten. In 2011 werd National Semiconductor overgenomen door Texas Instruments.

## Geschiedenis
National Semiconductor werd op 27 mei 1959 opgericht in Danbury (Connecticut) door Dr. Bernard Rothlein en verschillende ingenieurs die allemaal afkomstig waren van de Sperry Rand Corporation. In 1967 werd het hoofdkantoor verplaatst naar Santa Clara (Californië). In de loop der jaren heeft National verschillende andere bedrijven overgenomen, zoals Fairchild Semiconductor in 1987 en Cyrix in 1997.
Naarmate de focus echter steeds meer op analoge technologie kwam te liggen, werden deze bedrijven weer afgesplitst: Fairchild Semiconductor werd in 1997 weer een apart bedrijf en de Cyrix Microprocessors Division werd in 1999 verkocht aan het Taiwanese bedrijf VIA Technologies. In 2003 werd de Information Appliance Division van National verkocht aan AMD. Andere voornamelijk digitale activiteiten, zoals draadloze chipsets, beeldsensoren en I/O-chipsets voor pc's, werden stopgezet of verkocht. Het doel was om National te positioneren als leverancier van analoge halfgeleidercomponenten.
Op 23 september 2011 werd National overgenomen door Texas Instruments voor $ 6,5 miljard.

## Producten
Het aanbod van National Semiconductor bestond onder meer uit producten op het gebied van energiebeheer, audio- en operationele versterkers, communicatie-interfaceproducten, sensoren en dataconverters.
Voordat National Semiconductor zich concentreerde op analoge halfgeleiders, had het bedrijf ook digitale componenten zoals logische bouwstenen, geheugens en microprocessors (NS320xx, SC/MP, Geode) in zijn assortiment.

## Locaties

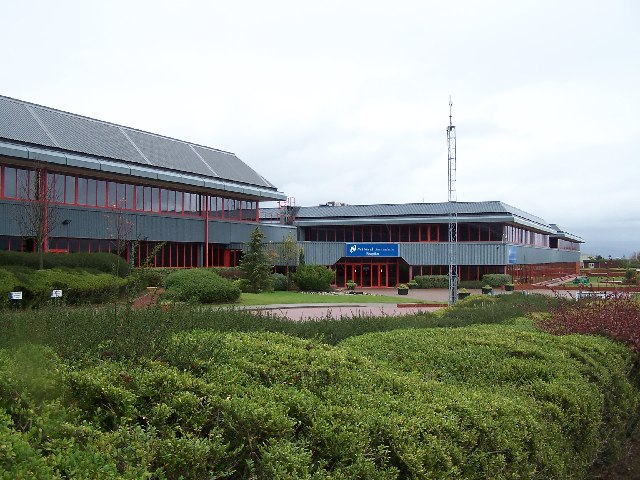
De fabriek in Greenock

De laatste productiefaciliteiten van National Semiconductor waren gevestigd in South Portland (VS), Greenock (Schotland) en Malakka (Maleisië). Andere faciliteiten in Arlington (VS) en Suzhou (China) werden al in 2009 gesloten. Ruim de helft van de achttien ontwikkelingscentra bevond zich in de VS, de rest in Europa en Azië.